# P-funk
P-funk är en samlingsterm som syftar till den musik och de musiker som associeras med George Clinton och Parliament-Funkadelic-kollektivet och den distinkta variant av funk de spelade. P-funken hade sina glansdagar under 1970-talet men fortsätter att attrahera ny publik då musiken ofta samplas av hiphop-producenter och flera av P-funkbanden har fortsatt att turnera.

## P-funkartister
- Parliament
- Funkadelic
- Bootsy Collins / Bootsy's Rubber Band
- George Clinton
- Bernie Worrell
- Eddie Hazel
- Michael Hampton
- Garry Shider
- Walter Morrison
- The Brides of Funkenstein
- Maceo Parker
- Parlet
- Fred Wesley
- Michael "Clip" Payne
- Zapp
- Roger Troutman